# Emilio de Álava y Sautu
Emilio de Álava y Sautu (Vitoria, España, 5 de mayo de 1889 -ibid. 18 de abril de 1974) fue un deportista olímpico español, así como inventor y empresario.

## Trayectoria
Nacido en el seno de una importante familia de la ciudad, sus inicios en el deporte fueron en el ciclismo. La prensa de la época refiere sobre participaciones de Álava en diferentes competiciones ciclistas entre 1907 y 1910, siendo campeón de Álava entre 1907 y 1910. También menciona victorias de Álava en pruebas ciclistas como la disputada en Santander sobre 5000 metros de distancia a finales de agosto de 1910.

### Tiro olímpico
Tras dejar el ciclismo marchó a Argentina, donde se inició en el tiro olímpico. Su especialidad predilecta fue la especialidad de la pistola rápida, desde 25 metros de distancia y a 60 dianas. 
En 1935 obtuvo la puntuación necesaria y se clasificó para tomar parte en el Campeonato del Mundo que se disputó en Roma, siendo uno de los tres tirados españoles seleccionados para formar el equipo de pistola de velocidad.  Fue preseleccionado para las Olimpiadas de Berlín, las cuales no contaron con su participación debido a la entrada de España en guerra civil un mes antes de iniciarse las competiciones olímpicas.
En 1946 se proclamó campeón de España, en la ciudad de Barcelona.
En 1952 tomó parte en la Olimpiada de Helsinki como tirador con pistola, quedando en segundo lugar en la primera ronda, con solo una diferencia de un punto respecto al campeón del mundo de tiro, aunque finalmente obtuvo la posición 13. Hasta la fecha es el deportista español de más edad en participar en unas olimpiadas.
En 1953 se proclamó por segunda vez campeón de España de tiro en la modalidad de pistola de velocidad con 565 puntos en la competición celebrada en Valladolid. En el campeonato de España de tiro de 1957 fue cuarto en la modalidad de pistola rápida.
En 1959, con 70 años de edad ya cumplidos, tomó parte en los Campeonatos de Europa de tiro.
Fue también jugador de ajedrez y presidente de la federación alavesa de este deporte.

## Otros aspectos de su vida

### Empresario del automóvil
Emilio Álava tuvo como principal negocio a lo largo de su vida la venta de automóviles. Fue pionero en la importación de vehículos Citroën
En octubre de 1924, a raíz de una apuesta entre amigos y como medio de promocionar el producto que vendía, Álava realizó una sonada ascensión con un Citroën 5HP hasta la cima del Monte Gorbea.  En 1966, con 77 años de edad, repitió sus hazañas automovilísticas de la década de 1920. Volvió a ascender las escaleras de San Miguel y de la Plaza del Machete de Vitoria con su viejo Citroën modelo 1924 . Días más tarde repitió las ascensión al monte Gorbea con el mismo automóvil.
También fue inventor y contó con varias patentes, como un sistema de suspensión de disco en vehículos de ruedas, o un novedoso sistema para espolvorear o distribuir productos en polvo.

### El zahorí del petróleo
En las últimas dos décadas de su vida se hizo famoso en España como el rey del petróleo. En una época en la que se realizaban numerosas prospecciones petrolíferas en España que en su mayor parte resultaron infructuosas, Álava se hizo famoso por afirmar públicamente que poseía un método secreto infalible para la detección de yacimientos petrolíferos y que España poseía grandes reservas de hidrocarburos. Además ofreció una subvención a fondo perdido de 1 millón de pesetas a la compañía petrolífera que realizara prospecciones en una de las zonas indicadas por él. Sin embargo, a pesar de obtener un gran eco por parte de los medios de comunicación, Álava no tuvo éxito en sus llamamientos y a pesar de invertir mucho tiempo y dinero murió sin que ninguna compañía petrolífera ni el estado hicieran caso a sus llamamientos. Su método secreto estaba basado según sus propias afirmaciones en los principios de la radiestesia, una disciplina considerada pseudocientífica y los lugares donde indicaba que se encontraban yacimientos, no eran aquellos que coincidían con los métodos entonces considerados convencionales y científicos,y donde por tanto realizaban sus prospecciones las compañías petrolíferas.